# Isosecuriflustra rubefacta
Isosecuriflustra rubefacta är en mossdjursart som beskrevs av Moyano 1996. Isosecuriflustra rubefacta ingår i släktet Isosecuriflustra och familjen Flustridae. Inga underarter finns listade i Catalogue of Life.